# Friedrich Heincke
Friedrich Heincke, född den 6 januari 1852 i Hagenow, Mecklenburg, död den 5 juni 1929, var en tysk zoolog.
Heincke, som var professor och föreståndare för den biologiska stationen på Helgoland (1892-1921), är mest känd för sitt värdefulla bidrag till artdifferentieringens förståelse i Naturgeschichte des Herings (1893). Bland Heinckes övriga skrifter märks Die nutzbaren Fische der nordischen Meere und die Bedingungen ihrer Existenz (1882), Die Fische der Ostsee (tillsammans med Karl Möbius, 1883) och Eier und Larven von Fischen der deutschen Bucht (tillsammans med Ernst Ehrenbaum, 1900).